# Izquierda Democrática (Ecuador)
La Izquierda Democrática (ID) es un partido político socialista democrático ecuatoriano, históricamente socialdemócrata ecuatoriano, miembro de la Internacional Socialista. Su líder máximo, Rodrigo Borja Cevallos, fue presidente de Ecuador de 1988 hasta 1992. Fue la fuerza política más importante de ese país, tanto en resultados electorales como en organización partidaria, a finales de la década de 1980, y luego pasó a ser la segunda más importante en la década de 1990, luego del Partido Social Cristiano.

## Principios ideológicos
Dentro del marco ideológico de la socialdemocracia y el socialismo democrático, propugna la creación de una nueva estructura estatal a base de libres decisiones populares, que permita la distribución equitativa del ingreso y de la propiedad, el aprovechamiento racional de los recursos nacionales y la ruptura de la dependencia externa. Su eslogan es "Justicia social con libertad". Actualmente, luego de su refundación en el 2015, el partido se identifica con la socialdemocracia.

## Historia

### Formación e inicio de actividad política (1968-1978)

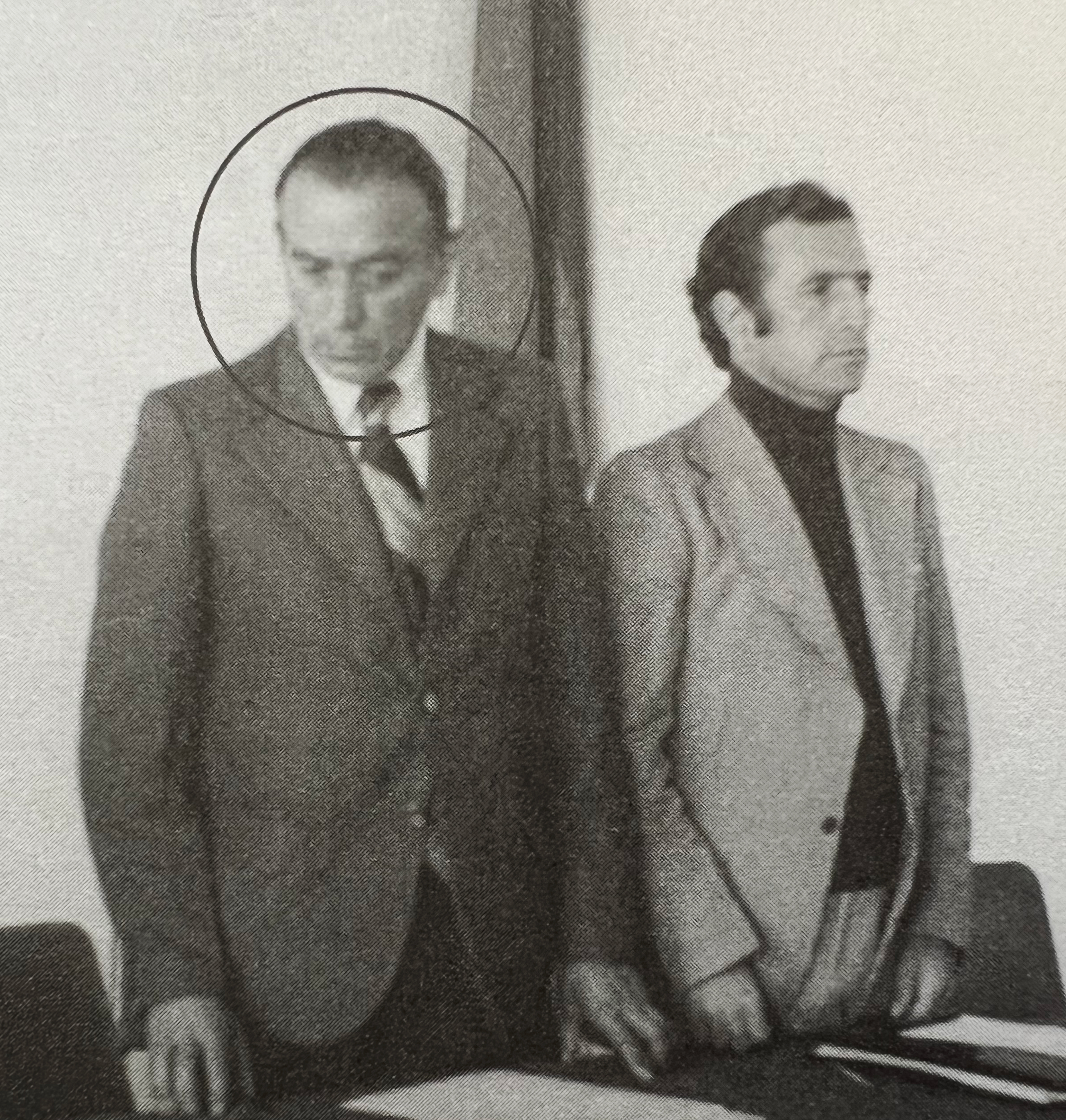
Precursores del partido Izquierda Democrática. Luis Alberto Costales y Rodrigo Borja Cevallos en 1970.

A mediados de 1968, al criticar la "política entreguista y colaboracionista" de algunos personajes políticos del país, el doctor Rodrigo Borja Cevallos sugiere la formación de un nuevo partido político, que por su ubicación ideológica debía llamarse Izquierda Democrática.
A comienzos de 1970 Manuel Córdova Galarza acoge la idea y forma la agrupación política denominada Izquierda Democrática, siendo Borja quien escogería el color naranja, al saber que este es un color que capta la atención. El equipo inicial de precursores de esta idea estuvo integrado, entre otros, por Manuel Córdova, René Astudillo, Andrés Vallejo, Octavio Mancheno, Eduardo García, Edmundo Vera, Luis Alberto Costales, Cira Carlota de Vera, Gonzalo Aráuz, Alejandro Flores, Hugo Gárcía Espinoza, Carlos Rivadeneira, Milton Barragán, Homero, Gustavo y Freddy Espinoza; algunos de estos provenían del Partido Liberal Radical Ecuatoriano (PLRE) que en ese momento sufría una ruptura interna. En ese mismo año, se realiza la primera convención de este movimiento en la ciudad de Quito, del cual Luis Alberto Costales sería su primer presidente nacional.
En 1970 fue el año en que realizaron su primera campaña política en la Plaza San Francisco de Quito. En las elecciones de ese año lograron colocar a Álvaro Pérez Intriago en la prefectura de Pichincha a la vez que obtenían el mayor número de votos para legisladores. Durante este periodo se definieron como opositores al gobierno de José María Velasco Ibarra, que realizó una persecución contra sus dirigentes, más tarde sería oposición del general Guillermo Rodríguez Lara, aunque este había invitado a la ID a formar parte del gabinete ministerial.

### Tras el retorno a la democracia (1978-2006)
En el desarrollo de la ID se fueron sumando dirigentes provinciales, que contribuyeron con su capacidad a hacer de la ID un partido nacional, con organización en todas las provincia del país. El 5 de mayo de 1978 cumplidos con los requisitos estipulados, el Tribunal Supremo Electoral (TSE) reconoce a la agrupación como partido político y se le asigna la lista 12.

#### Influencia parlamentaria entre 1978 y 1988

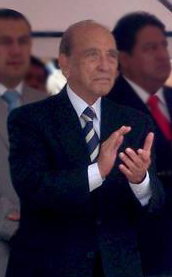
Raúl Baca Carbo, fue presidente del Congreso durante el gobierno de León Febres-Cordero Ribadeneyra.

Participó por primera vez en las elecciones presidenciales de 1978, con Borja como candidato, obteniendo el 12% de los votos y quedó en cuarta posición. En su segunda intervención electoral en 1979 para integrar el Parlamento subió al segundo lugar con el 16%, estando solo por debajo de la Concentración de Fuerzas Populares (CFP) que con Jaime Roldós había formado gobierno. A pesar de ser el segundo partido mayoritario en el Congreso, este no tuvo un discurso firmemente opositor, especialmente cuando la Democracia Popular (DP) de Osvaldo Hurtado tomó el poder, formaron una alianza parlamentaria con este partido bajo la llamada Convergencia Democrática en la cual estuvo incluido también el Partido Demócrata (PD) y el Grupo Roldosista, en una actitud donde se ha llegado a considerar que se revelaron profundas licitaciones ideológicas, lo cual sería más tarde utilizado por los socialcristianos para llegar al poder, a pesar de que a finales del gobierno de Hurtado censuraron junto con el Partido Social Cristiano (PSC) y la Concentración de Fuerzas Populares (CFP) censuraron a 4 ministros del DP.
En las elecciones presidenciales de 1984 se eligió candidato presidencial a Rodrigo Borja nuevamente, quien obtuvo el 48,45% de los votos llegando a la segunda vuelta, siendo durante esta campaña que sucedió uno de los debates más recordados de la historia ecuatoriana con el socialcristiano León Febres-Cordero Ribadeneyra  donde este último exclamó 132 insultos hacia Borja quien profirió 95 insultos contra Febres-Cordero. Este debate sería considerado como uno de los puntos claves de la derrota de Borja ante Febres-Cordero en segunda vuelta, esto a pesar de que la ID hubiese obtenido 33,80 % de los escaños del legislativo, convirtiéndose en la primera fuerza del Congreso Nacional, permaneciendo en esa posición hasta 1990, mientras el oficialista Partido Social Cristiano quedaba en segunda posición con solo 9 diputados, número ampliamente distante de los 24 diputados de la ID, quedando este partido como la mayor fuerza de oposición durante el régimen de Febres-Cordero, siendo así que formarían parte Bloque Parlamentario Progresista que aglutinó a todos los sectores de oposición al gobierno del PSC; entre los cuales se incluye la Democracia Popular (DP), el Partido Demócrata (PD), el Frente Amplio de Izquierda (FADI), el Movimiento Popular Democrático (MPD), el Partido Socialista Ecuatoriano (PSE) y el Partido Roldosista Ecuatoriano (PRE), que componían un Congreso dirigido por Raúl Baca Carbo, militante de la ID, siendo este uno de los protagonistas de la disputa entre los poderes ejecutivo y legislativo.

#### El gobierno de Rodrigo Borja
En las elecciones presidenciales de 1988, se escogió a Borja nuevamente, alcanzando la Presidencia del Ecuador con el 53,99% derrotando con amplitud al populista Abdalá Bucaram del Partido Roldosista Ecuatoriano en segunda vuelta. La ID obtuvo además mayoría parlamentaria calificada, primera vez desde el retorno de la democracia, por lo que Borja pudo implementar las reformas que propuso por dos años.
Entre los logros de este gobierno se encuentran la desmovilización de Alfaro Vive, la reducción de 9,6% el índice de analfabetismo gracias a la campaña Monseñor Leonidas Proaño, la desmantelación del principal cartel de la droga denominado Los Reyes Magos que resultaron positivos pero su alto gasto público, nacionalización de la industria petrolera y amnistía a Alfaro Vive provocaron protestas a nivel nacional, perdiendo la mayoría en el Congreso en el año 1990, perdiendo la estabilidad el país. El gasto público se redujo en un promedio del 10% durante el gobierno de Borja, el gasto público pasó aproximadamente de 16% del PIB en 1988 a 14% del PIB en 1992.
En el legislativo, la ID llevó a Wilfrido Lucero del DP a la presidencia del Congreso, esto también junto con los votos de los diputados del FADI, Lucero se mantendría en la presidencia hasta 1990, año de la pérdida del poder de la ID en el Congreso.

#### Tras la salida del poder

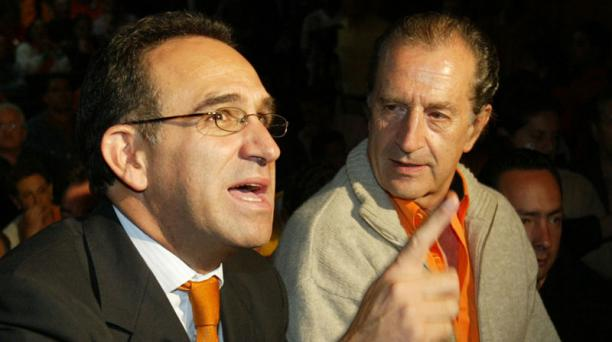
Rodrigo Borja Cevallos junto con Ramiro González Jaramillo (izq.) en el 2004.

Al terminarse la presidencia del Borja, la ID fue progresivamente perdiendo fuerza e influencia a nivel nacional, concentrándose su apoyo en la sierra, además de tener frecuentes conflictos internos a su vez se lo acusaba de acumular poder junto desde el Congreso Nacional con el Partido Social Cristiano en lo que se denominó con febres-borjismo.
Para las elecciones presidenciales de 1992, se eligió como sucesor de Borja a Raúl Baca Carbo, exalcalde de Guayaquil y expresidente del Congreso, quien quedó en cuarto lugar, evidenciando una falta de liderazgo en el partido fuera de Borja. En el nuevo gobierno de Sixto Durán-Ballén se forma una alianza parlamentaria para evitar la llegada a de Heinz Moeller a la Presidencia del Congreso, uniéndose el Partido Roldosista Ecuatoriano (PRE), la Democracia Popular (DP), el Movimiento Popular Democrático (MPD), el Frente Radical Alfarista (FRA), el Partido Liberal Radical (PLRE), la Concentración de Fuerzas Populares (CFP) y el oficialista Partido Unidad Republicana (PUR) a la opción de Carlos Vallejo del DP.

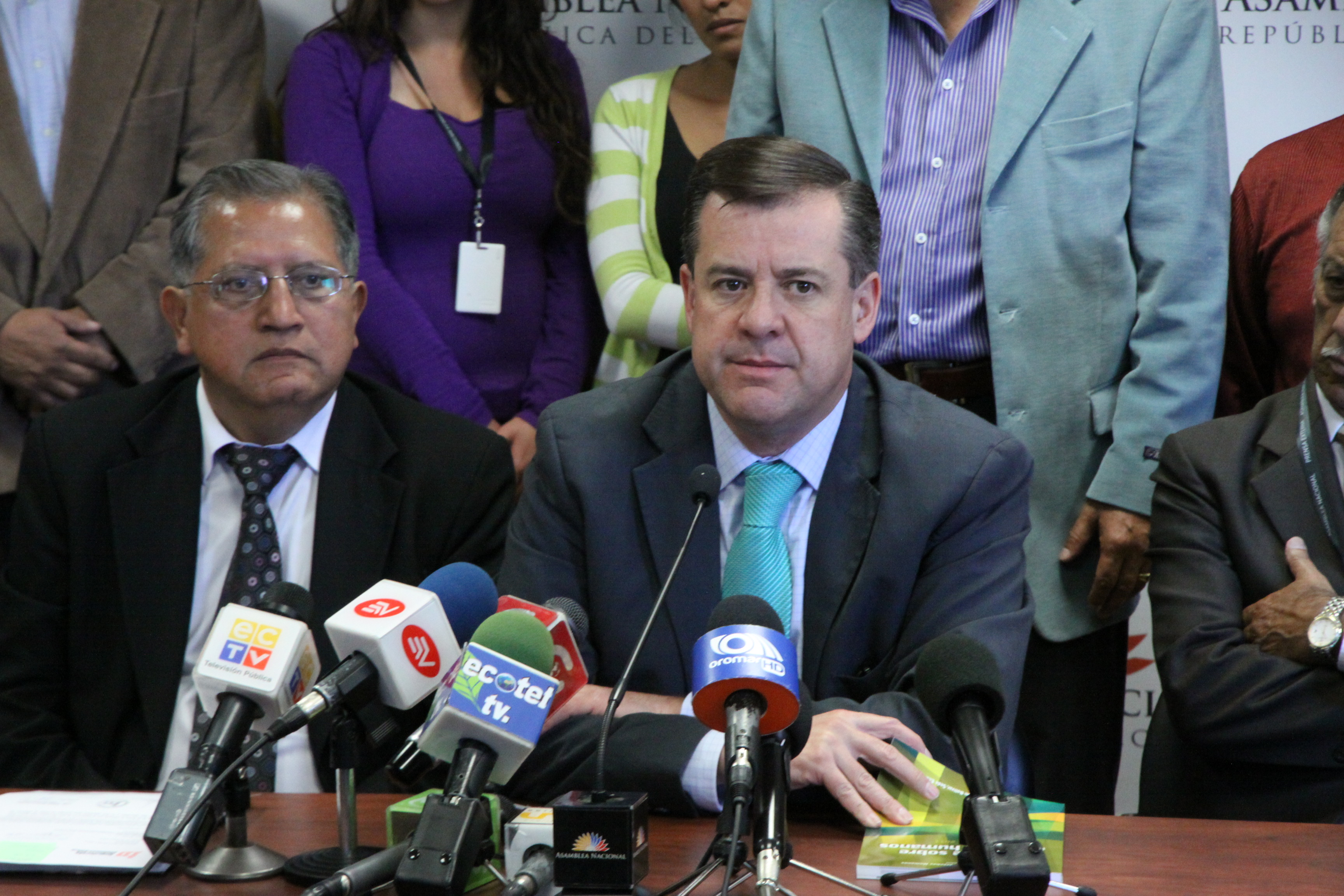
Andrés Páez, dirigente de la facción de la ID opositora a Rafael Correa.

Para las elecciones presidenciales de 1996, el partido rechazó su candidatura para apoyar a Freddy Ehlers hasta que finalmente se abandonó la ID para afiliar al naciente movimiento Pachakutik-Nuevo País al lanzar su candidatura presidencial por el mismo movimiento indigenista hasta quien quedó en tercer lugar solo en primera vuelta y luego la ID apoyó de forma implícita a la candidatura presidencial por el Partido Roldosista Ecuatoriano de Abdalá Bucaram hasta quién quedó claro vencedor solo en segunda vuelta, ya que la ID fue dividida y fue debilitada al no lanzar un solo candidato, ni siquiera apoyar al candidato presidencial por el Partido Social Cristiano el abogado Jaime Nebot. La ID para las elecciones de los años 1998 y 2002 presentó a Borja nuevamente, quedando en tercer y cuarto lugar respectivamente, lo cual provocó el retiro definitivo del expresidente de la política. 
La ID a través de su bancada legislativa en el Congreso junto al Partido Social Cristiano, Pachakutik, el Partido Socialista Ecuatoriano, la Democracia Popular e independientes fue uno de los responsables de la destitución del presidente Lucio Gutiérrez durante la Rebelión de los Forajidos.
Para las elecciones presidenciales de 2006, la ID apoyó la candidatura del exvicepresidente León Roldós, candidato del movimiento Red Ética y Democracia (RED), obteniendo el cuarto puesto.

### Crisis interna y breve desaparición (2006-2013)
Luego del triunfo de Rafael Correa y la implementación de la Constitución del 2008, la ID perdió casi por completo su influencia nacional. En las elecciones de abril de 2009 alcanzó 2 escaños en la Asamblea Nacional, una prefectura y 10 alcaldías. Luego de estas elecciones, el partido se partió en 2 facciones entrando en una crisis interna: la dirigencia oficial de Dalton Bacigalupo, que era afín al gobierno de Correa; y la dirigencia opositora al gobierno de Henry Llanes y Andrés Páez. Ambas facciones se reconocían como la dirigencia oficial del partido, por lo que el Consejo Nacional Electoral (CNE) suspendió al partido, no pudiendo presentar candidatos hasta la resolución de su crisis interna. En las elecciones legislativas de 2013, algunos candidatos a la Asamblea formaron parte de la lista del nuevo partido AVANZA, que es afín al gobierno de Rafael Correa. Otros, como Andrés Páez y Henry Llanes se unieron al nuevo partido Creando Oportunidades (CREO) liderado por Guillermo Lasso, y obtuvieron un escaño en representación de CREO. En casos más aislados personajes de este partido como Paco Moncayo se presentaron por Ruptura de los 25.
El 9 de julio de 2013, el Consejo Nacional Electoral (CNE) oficializó la desaparición de la Izquierda Democrática, tras unas elecciones en las que no pudieron presentar lista de candidatos a ninguna dignidad.

### Proceso de reinscripción y primeras elecciones tras regreso (2015-2018)

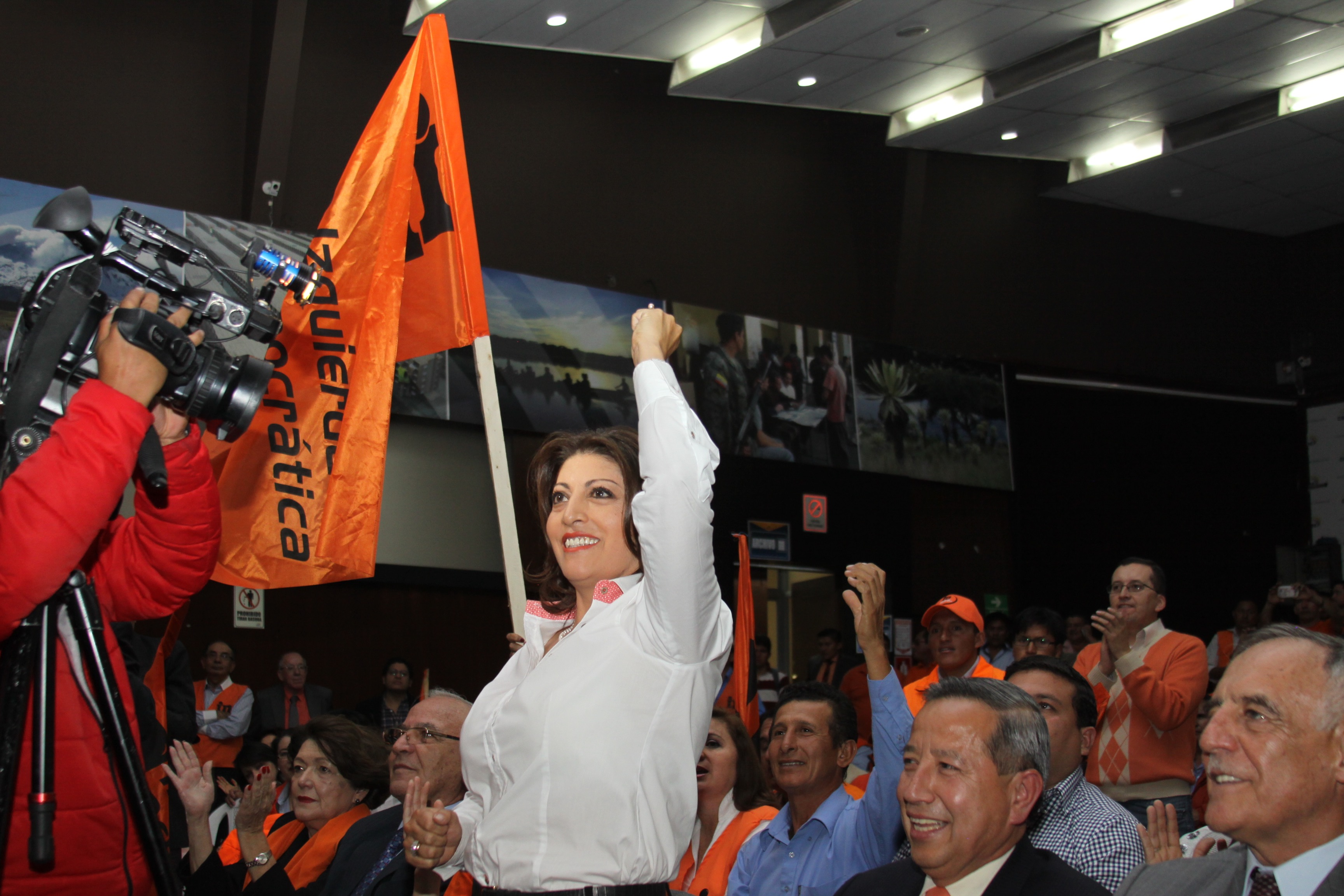
Wilma Andrade durante la recolección de firmas para la reinscripción de la ID

Desde el 24 de enero de 2015 se inicia con el proceso de reinscripción del partido, siendo Wilma Andrade la representante legal de la organización. El 27 de julio del 2016, como partido político independiente, el partido logró recolectar las firmas necesarias para su reinscripción en el Consejo Nacional Electoral luego de una total reestructuración iniciada en el año 2015, siendo reinscrito el 18 de agosto de 2016 por el CNE, manteniendo la lista 12.
El 12 de septiembre de 2016, María Paula Romo y otros exintegrantes del movimiento Ruptura de los 25 se afiliaron a la ID después de meses de diálogo. El 24 de septiembre de 2016, la ID eligió como precandidato presidencial al exalcalde de Quito Paco Moncayo para las elecciones presidenciales de 2017, siendo ratificado como candidato por la coalición de centro izquierda Acuerdo Nacional por el Cambio, en la cual las organizaciones que la integran habían aplazado la decisión sobre la candidatura presidencial esperando que la ID llegue a definirse.
Encabezando la lista nacional se encontraba Wilma Andrade, quien obtendría el escaño en la Asamblea Nacional. Mientras en las diferentes provincias la ID realizaría alianzas con los demás integrantes del Acuerdo por el Cambio así como también con Centro Democrático (CD) de Jimmy Jairala que había sido hasta hace poco aliado del gobierno. Exactamente en 11 provincias se aliaría con la Unidad Popular (UP), 4 con Pachakutik, 3 con Centro Democrático y 3 con distintos movimientos provinciales, mientras que en 10 provincias tendría una lista propia. Para la segunda vuelta electoral, la dirigencia ID no tomaría postura oficial alguna ante la opciones de Lenín Moreno y Guillermo Lasso, aunque algunas direcciones provinciales si tomarían postura entre ellas la de Azuay que respaldaría a Lasso y la de Pichincha que apoyaría a Moreno. Entre tanto Moncayo indicó que varios militantes de la ID se señalaron su respaldo al candidato de CREO.
A finales del 2018, el Movimiento Integración Democrática del Carchi (IDC), fundado por René Yandún se fusiona oficialmente con la Izquierda Democrática. El fundador del IDC acusó al presidente de la organización, Guillermo Herrera, de una "traición", pues Yandún previamente ya se había alejado de la ID por discrepancias con Andrade.

### Recuperación y nueva división Interna (2018-2024)
En las elecciones presidenciales de 2021, se candidatea a Xavier Hervas para la presidencia de la República con una agenda favorable a la legalización del aborto, el colectivo LGBT, entre otros temas y una campaña enfocada en los jóvenes que se caracterizó por un fuerte uso de la red social TikTok. Gracias a esto la ID obtiene su mejor resultado desde el 1998 y una bancada legislativa de 18 asambleístas que lo dejaron como la tercera fuerza de la Asamblea Nacional, lo que les permitió tener la segunda vicepresidencia de la Asamblea con Bella Jiménez y la cuarta vocalía con Johanna Moreira; a su vez que formaron la "Minka por la Justicia Social y la Libertad".
Sin embargo, ese mismo año, el 12 de octubre, Jiménez es destituida de la vicepresidencia en medio de denuncia por cobros indebidos, manteniendo la vicepresidencia en Yeseña Guamaní con el apoyo de una parte de Pachakutik, Partido Social Cristiano y la bancada oficialista del Acuerdo Nacional (BAN).
A inicios de 2022, la bancada de la ID se dividiría frente al proyecto de Ley de Aborto por Violación, proponiendo ajustes a la temporalidad con el fin de obtener votos para la Ley. En marzo, el Comité de Ética expulsa a Alejandro Jaramillo, excoordinador de la bancada legislativa, indicando que  sus pronunciamiento “ponen en tela de duda la honorabilidad histórica” del ID, a la vez que Lasso denuncia a Hervas de canjear los votos de la ID con el fin de que se lo exima del pago de impuestos. Meses después se desafiliaría. 
Ante estos inconvenientes en enero de 2022, la bancada orgánica y mayoritaria con 11 asambleístas designa a Marlon Cadena Carrera como Jefe de Bancada. Este acto generó cierta estabilidad a la interna de la organización y desarrolló con normalidad sus funciones hasta la muerte cruzada impuesta por el presidente de la República ante las intenciones de la Asamblea Nacional de fiscalizar el gobierno.
El 30 de abril de 2022, se lleva a cabo por la facción disidente de la ID una Convención Extraordinaria de la organización que remueve a Guillermo Herrera de la presidencia y pone a Enrique Chávez en el cargo. En julio, es removida Guamaní de la vicepresidencia de la Asamblea por incumplimiento de funciones acusada de impedir el trámite del proyecto de derogatoria de la reforma tributaria, siendo destituida con los votos de Unión por la Esperanza (UNES), Partido Social Cristiano, disidentes de la Izquierda Democrática, rebeldes de Pachakutik e independientes. Esa vez la Izquierda Democrática no mantendría la segunda vicepresidencia que pasaría a Pachakutik-rebelde.
En las elecciones extraordinarias de 2023, la ID oficializó su respaldo a la candidatura presidencial del exvicepresidente Otto Sonnenholzner. En las simultáneas elecciones legislativas no participan para la Asamblea Nacional, se denuncia al entonces presidente, Enrique Chávez por esconder las contraseñas de registro electoral y violencia política de género.
Ante estas circunstancias, el 1 de julio de 2023 en la ciudad de Guayaquil es nombrada con respaldo unánime, Analía Ledesma García por subrogación como Presidenta Nacional, quien era para ese momento concejal reelecta de la ciudad de Quito. Aquí también se nombró a Elvis Herrera Cadena como Secretario Ejecutivo Nacional. Finalmente,  luego de disputas legales el 13 de septiembre con resolución del Tribunal Contencioso Electoral (TCE) se ratifica a Analía Ledesma García como presidenta de la Organización.
El 14 de abril de 2024 en una Convención Extraordinaria celebrada en Machala, la ID eligió como presidente al exdiputado Jorge Sánchez. El 10 de julio de 2024, el TCE anuló la designación de Jorge Sánchez por presuntas irregularidades en su elección. Por lo cual asume nuevamente la dirección del partido, Analía Ledesma García.

### Colapso (2025-)
Para las elecciones presidenciales de 2025, la Izquierda Democrática después de afiliarse, auspicia la candidatura de Carlos Rabascall. Para lo cual, en la ciudad de Portoviejo en un proceso de primarias con apoyo multitudinario se designa al binomio y a todas las listas de candidatos para el 2025.Mientras que una facción disidente liderada por Dalton Bacigalupo se separa de la ID para apoyar la candidatura de Henry Cucalón del Movimiento Construye.
Rabascall obtuvo el 13° lugar de entre 16 candidatos, mientras que en las paralelas elecciones legislativas, la Izquierda Democrática no obtuvo ningún escaño siendo el peor resultado de su historia. En el balotaje el partido decide no apoyar a ningún binomio presidencial.

## Presidentes o Director Nacional Ejecutivo del partido
| Imagen                     | Nombre                         | Periodo                                           | Convenciones             | Convenciones                              | Convenciones |
| Imagen                     | Nombre                         | Periodo                                           | #                        | Fecha                                     | Lugar        |
| -------------------------- | ------------------------------ | ------------------------------------------------- | ------------------------ | ----------------------------------------- | ------------ |
|                            | Luis Alberto Costales Cazar    | 18 de noviembre de 1976 - 5 de mayo de 1978       | I                        | 18, 19 y 20 de noviembre de 1976          | Quito        |
| Gonzalo Córdova Galarza    | Gonzalo Córdova Galarza        | 5 de mayo de 1978 - 20 de enero de 1980           | II                       | enero de 1979                             | Guayaquil    |
|                            | Raúl Baca Carbo                | 20 de enero de 1980 - 5 de febrero de 1982        | III                      | 19 y 20 de enero de 1980                  | Machala      |
| IV                         | Raúl Baca Carbo                | 20 de enero de 1980 - 5 de febrero de 1982        | enero de 1981            | Ibarra                                    |              |
|                            | Rodrigo Borja Cevallos         | 5 de febrero de 1982 - 1 de septiembre de 1984    | V                        | 5 de febrero de 1982                      | Portoviejo   |
| VI                         | Rodrigo Borja Cevallos         | 5 de febrero de 1982 - 1 de septiembre de 1984    | 15 y 17 de julio de 1983 | Guayaquil                                 |              |
| Xavier Ledesma Ginatta     | Xavier Ledesma Ginatta         | 1 de septiembre de 1984 - 9 de marzo de 1987      | VII                      | 30 de agosto, 1 y 2 de septiembre de 1984 | Cuenca       |
| Alcides Mosquera Cornejo   | Alcides Mosquera Cornejo       | 9 de marzo de 1987 - 9 de mayo de 1987            | Sucesión                 | Sucesión                                  | Sucesión     |
|                            | Efrén Cocíos Jaramillo         | 8 de mayo de 1987 - 20 de agosto de 1989          | IX                       | 8 y 9 de mayo de 1987                     | Quito        |
|                            | Nicolás Issa Obando            | 19 de agosto de 1989 - 15 de noviembre de 1991    | X                        | 19 y 20 de agosto de 1989                 | Ambato       |
| XI                         | Nicolás Issa Obando            | 19 de agosto de 1989 - 15 de noviembre de 1991    | 8 de mayo de 1991        | Portoviejo                                |              |
|                            | Andrés Vallejo Arcos           | 15 de noviembre de 1991 - 17 de diciembre de 1993 | XII                      | 15 de noviembre de 1991                   | Guayaquil    |
|                            | Jorge Gallardo Zavala          | 17 de diciembre de 1993 - 1996                    | XIII                     | 17 y 18 de diciembre de 1993              | Riobamba     |
| Luis Emilio Jarrín Ampudia | Luis Emilio Jarrín Ampudia     | 1996 - 18 de abril de 1997                        | Sucesión                 | Sucesión                                  | Sucesión     |
|                            | Rodrigo Borja Cevallos         | 18 de abril de 1997 - 2004                        | XIV                      | 18 y 19 de abril de 1997                  | Machala      |
| XV                         | Rodrigo Borja Cevallos         | 18 de abril de 1997 - 2004                        | 1999                     |                                           |              |
|                            | Guillermo Landázuri Carrillo   | 2004 - 2007                                       |                          |                                           |              |
|                            | Andrés Páez Benalcázar         | 27 de enero de 2007 - 24 de mayo de 2009          | XXI                      | 27 de enero de 2007                       | Quito        |
| XXII                       | Andrés Páez Benalcázar         | 27 de enero de 2007 - 24 de mayo de 2009          | 16 de agosto de 2008     | Quito                                     |              |
|                            | Dalton Bacigalupo Buenaventura | 24 de mayo de 2009 - 12 de noviembre de 2011      | XXIII                    | 24 de mayo de 2009                        | Quito        |
|                            | Alba Cevallos Gavilanes        | 12 de noviembre de 2011 - 10 de diciembre de 2011 | Sucesión                 | Sucesión                                  | Sucesión     |
|                            | Henry Llanes Suárez            | 10 de diciembre de 2011 - 9 de julio de 2013      | XXIV                     | 10 de diciembre de 2011                   | Ambato       |
| XXV                        | Henry Llanes Suárez            | 10 de diciembre de 2011 - 9 de julio de 2013      | 18 de noviembre de 2012  | Santo Domingo                             |              |
| Reinscripción              |                                |                                                   |                          |                                           |              |
|                            | Wilma Andrade Muñoz            | 2016 - 2020                                       | I                        | 2016                                      |              |
|                            | Guillermo Herrera Villarreal   | 2020 - 2022                                       | V                        | 8 de agosto de 2020                       | Vía Zoom     |
|                            | Enrique Chávez Vásquez         | 2022 - 2023                                       | -                        | Extraordinaria 30 de abril de 2022        | Portoviejo   |
|                            | Analía Ledesma García          | 2023 - Presente                                   | Sucesión                 | Extraordinario 1 de julio de 2023         | Guayaquil    |

Fuente: 

## Resultados electorales

### Elecciones presidenciales
| Año  | Candidatos                                    | Candidatos                                    | 1.ª Vuelta                                    | 1.ª Vuelta                                    | 2.ª Vuelta                                    | 2.ª Vuelta                                    | Resultado                                     | Notas                                         |
| Año  | Presidente                                    | Vicepresidente                                | Votos                                         | %                                             | Votos                                         | %                                             | Resultado                                     | Notas                                         |
| ---- | --------------------------------------------- | --------------------------------------------- | --------------------------------------------- | --------------------------------------------- | --------------------------------------------- | --------------------------------------------- | --------------------------------------------- | --------------------------------------------- |
| 1978 | Rodrigo Borja                                 | Raúl Baca                                     | 165,258                                       | 12,00%                                        |                                               |                                               | 4.º                                           |                                               |
| 1984 | Rodrigo Borja                                 | Aquiles Rigail                                | 634,327                                       | 28,73%                                        | 1,299,089                                     | 48,46%                                        | 2.º                                           | En alianza con PCD                            |
| 1988 | Rodrigo Borja                                 | Luis Parodi                                   | 744,409                                       | 24,48%                                        | 1,700,648                                     | 52,85%                                        | Electo                                        |                                               |
| 1992 | Raúl Baca                                     | Jorge Gallardo                                | 288,640                                       | 8,45%                                         |                                               |                                               | 4.º                                           |                                               |
| 1996 | No presentó candidato                         | No presentó candidato                         | No presentó candidato                         | No presentó candidato                         | No presentó candidato                         | No presentó candidato                         | No presentó candidato                         | No presentó candidato                         |
| 1998 | Rodrigo Borja                                 | Carlos Baquerizo                              | 619,581                                       | 16,10%                                        |                                               |                                               | 3.º                                           |                                               |
| 2002 | Rodrigo Borja                                 | Eva García                                    | 638,142                                       | 13.97%                                        |                                               |                                               | 4.º                                           |                                               |
| 2006 | León Roldós                                   | Ramiro González                               | 809,754                                       | 14,84%                                        |                                               |                                               | 4.º                                           | En alianza con RED                            |
| 2009 | No presentó candidato                         | No presentó candidato                         | No presentó candidato                         | No presentó candidato                         | No presentó candidato                         | No presentó candidato                         | No presentó candidato                         | No presentó candidato                         |
| 2013 | No participaron de estos comicios electorales | No participaron de estos comicios electorales | No participaron de estos comicios electorales | No participaron de estos comicios electorales | No participaron de estos comicios electorales | No participaron de estos comicios electorales | No participaron de estos comicios electorales | No participaron de estos comicios electorales |
| 2017 | Paco Moncayo                                  | Monserratt Bustamante                         | 634,030                                       | 6,71%                                         |                                               |                                               | 4.º                                           | Parte del ANC                                 |
| 2021 | Xavier Hervas                                 | María Sara Jijón                              | 1,453,460                                     | 15,89%                                        |                                               |                                               | 4.°                                           | Mejor resultado desde las elecciones de 1998  |
| 2025 | Carlos Rabascall                              | Alejandra Rivas                               | 22 270                                        | 0,22%                                         |                                               |                                               | 13°                                           | Peor resultado de su historia                 |

### Elecciones legislativas
|  | 21.74 % |

|  | 33.80 % |

|  | 14.88 % |

|  | 40.85 % |

|  | 22.22 % |

|  | 10.39 % |

|  | 9.09 % |

|  | 5.19 % |

|  | 10.00 % |

|  | 14.05 % |

|  | 16.00 % |

|  | 11.00 % |

#### Asamblea Nacional (desde 2007)
|  | 2.31 % |

|  | 1.61 % |

|  | 3.77 % |

|  | 11.98 % |

|  | 0.47 % |

### Elecciones seccionales
|  | 10.52 % |

|  | 16.66 % |

|  | 52.63 % |

|  | 24.00 % |

|  | 78.94 % |

|  | 32.00 % |

|  | 15.00 % |

|  | 14.75 % |

|  | 9.52 % |

|  | 7.40 % |

|  | 18.23 % |

|  | 15.33 % |

|  | 18.18 % |

|  | 8.67 % |

|  | 4.35 % |

|  | 1.36 % |

|  | 8.69 % |

|  | 2.71 % |

|  | 4.35 % |

|  | 2.07 % |